# (1191) Alfaterna
(1191) Alfaterna est un astéroïde de la ceinture principale découvert le 11 février 1931 par l'astronome italien Luigi Volta.
Il a été nommé d'après le nom de la cité étrusque Nuceria Alfaterna qui correspond de nos jours aux villes italiennes Nocera Inferiore et Nocera Superiore.

## Historique
Le lieu de découverte, par l'astronome italien Luigi Volta, est Pino Torinese.
Sa désignation provisoire, lors de sa découverte le 11 février 1931, était 1931 CA.

## Caractéristiques
Sa distance minimale d'intersection de l'orbite terrestre est de 1,786 830 ua.